# Audrius
Audrius ist ein litauischer männlicher Vorname, Verkürzung von Audronius, abgeleitet von audra (dt. "Sturm"). Die weiblichen Formen sind Audronė und Audra.

## Personen
- Audrius Bakaveckas (* 1968),  Professor, Verwaltungsrechtler, Richter des Obersten Verwaltungsgerichts Litauens
- Audrius Bitinas (* 1975), Verwaltungsjurist, Sozialrechtler und Politiker, Professor, Vizeminister für Soziales
- Audrius Brūzga (* 1966), Diplomat, Botschafter
- Audrius Butkevičius (* 1960), Politiker,  Verteidigungsminister
- Audrius Endzinas (* 1962), Politiker, Mitglied des Seimas
- Audrius Klišonis (*  1964), Politiker, Mitglied des Seimas, Vizeminister
- Audrius Kšanavičius (* 1977), Fußballspieler,  seit 2009 beim FBK Kaunas
- Audrius Petrošius (* 1988), Politiker, Mitglied des Seimas
- Audrius Rudys (* 1951), Politiker, Mitglied des Seimas